# Robert Fricke

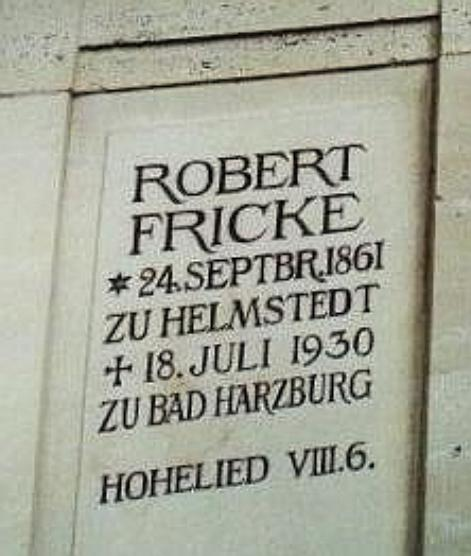
Tumba de Robert Fricke

Karl Emanuel Robert Fricke (24 de septiembre de 1861 – 18 de julio de 1930) fue un matemático alemán, conocido por su trabajo en análisis complejos, especialmente en funciones elípticas, modulares y automorfas. Fue uno de los principales colaboradores de Felix Klein, con quien produjo dos monografías clásicas en dos volúmenes sobre funciones modulares elípticas y funciones automórficas.
En 1893 en Chicago, su artículo Die Theorie der automorphen Functionen und die Arithmetik fue leído (pero no por Fricke) en el Congreso Internacional de Matemáticas celebrado en relación con la Exposición Mundial Colombina.  De 1894 a 1930, Fricke fue profesor de Matemáticas Superiores en la Technische Hochschule Carolo-Wilhelmina en Braunschweig.